# ルノー・R31
ルノー・R31 (Renault R31) は、ロータス・ルノーGPが2011年のF1世界選手権参戦用に開発したフォーミュラ1カー。2011年の開幕戦から最終戦まで実戦投入された。

## 概要
グループ・ロータスの資本参入によりチーム名は「ロータス・ルノーGP」となり、カラーリングはチーム・ロータスの1970年代から1980年代にかけてのメインスポンサーであるJPSを彷彿させる、「黒色ボディに金文字」という配色になった。コンストラクター名はルノーのままだが、チームは完全に独立しており、ルノーのF1エンジン部門（ルノースポールF1）からエンジンやKERSの供給を受ける形となった。

### 特徴
R31の唯一無二の特徴として、特異な前方排気システムが挙げられる。通常、フォーミュラ1カーではエギゾーストパイプの出口を車両後端に配置するものであるが、R31では、エンジンからの排気をエキゾーストパイプをシャシー中央まで引き出し、サイドポット前方から排出するよう設計されている。高速で吐き出される排気を利用してアンダーフロアを通過する気流の速度を増すことで、ダウンフォースの増大を狙っていると考えられている。
ただし、このエギゾーストパイプ配置では、エンジンや燃料タンクなどが位置する部分（サイドポンツーン前端より後方）が高温の排気ガスにさらされる。そのため、この排気システムが他チームに広がることはなく、むしろ第5戦スペインGP予選と第11戦ハンガリーGP決勝でエギゾーストパイプのトラブルによってマシンが炎上している。

## 2011年シーズン
開幕前のバレンシア合同テストではロバート・クビサがトップタイムを記録して注目を集めた。しかし、クビサはラリー参戦中に重傷を負って全戦欠場することになり、代役としてニック・ハイドフェルドが起用された。
開幕戦ではヴィタリー・ペトロフがロシア人初となる3位表彰台を獲得。第2戦でもハイドフェルドが3位となり、好調なスタートを切った。しかし、シーズン経過とともに中団グループに後退し、後半戦は入賞圏外で終えるレースが目立つようになった。第10戦ドイツGPのフリー走行では、ハイドフェルドのマシンから前方排気を取り外し、他チームが採用しているようなブロウンディフューザーをテストした（実戦には未投入）。成績不振が続く中、チームはハイドフェルドに替えてブルーノ・セナを起用した。
テクニカルディレクターのジェームス・アリソンによれば、前方排気はアンダーステア対策として、車体中央付近のダウンフォースを増やす狙いがあったという。風洞実験の数値から期待されたものの、実際はそれほどのダウンフォースを発生せず、低速コーナーに根本的な弱点を抱えていたという。アリソンは「大胆な試みではあったが、最終的に失敗だった」と認めた。

## スペック

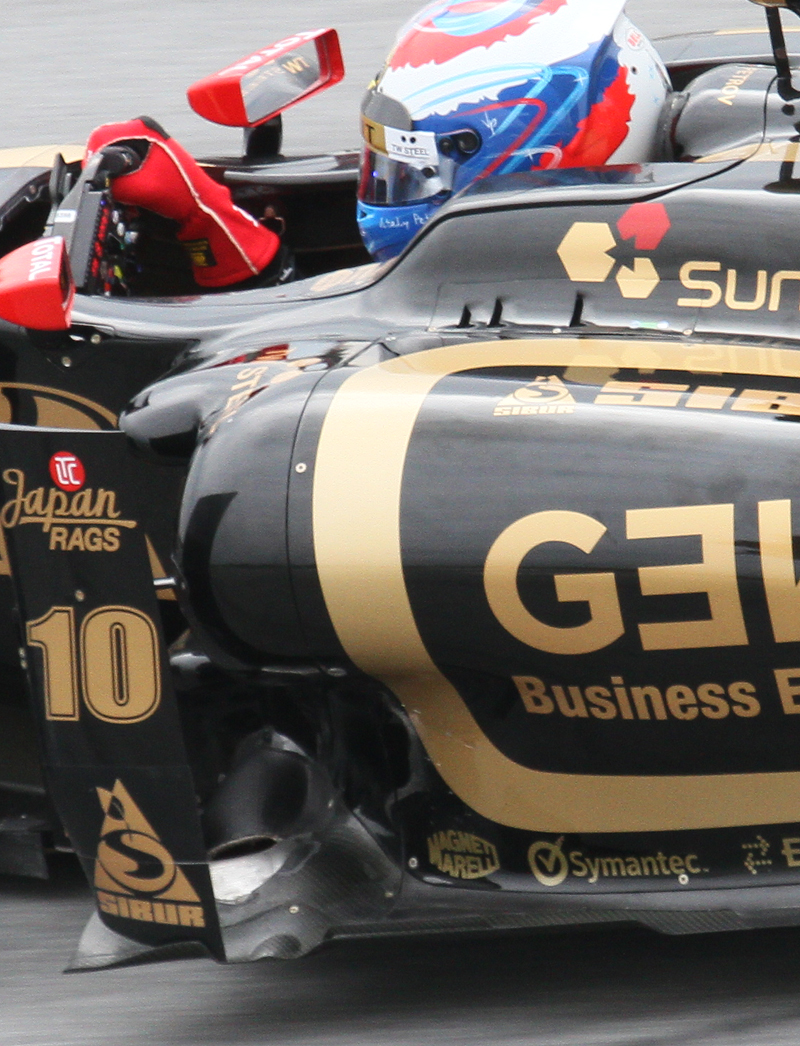
サイドポンツーン前方下部にある排気口。

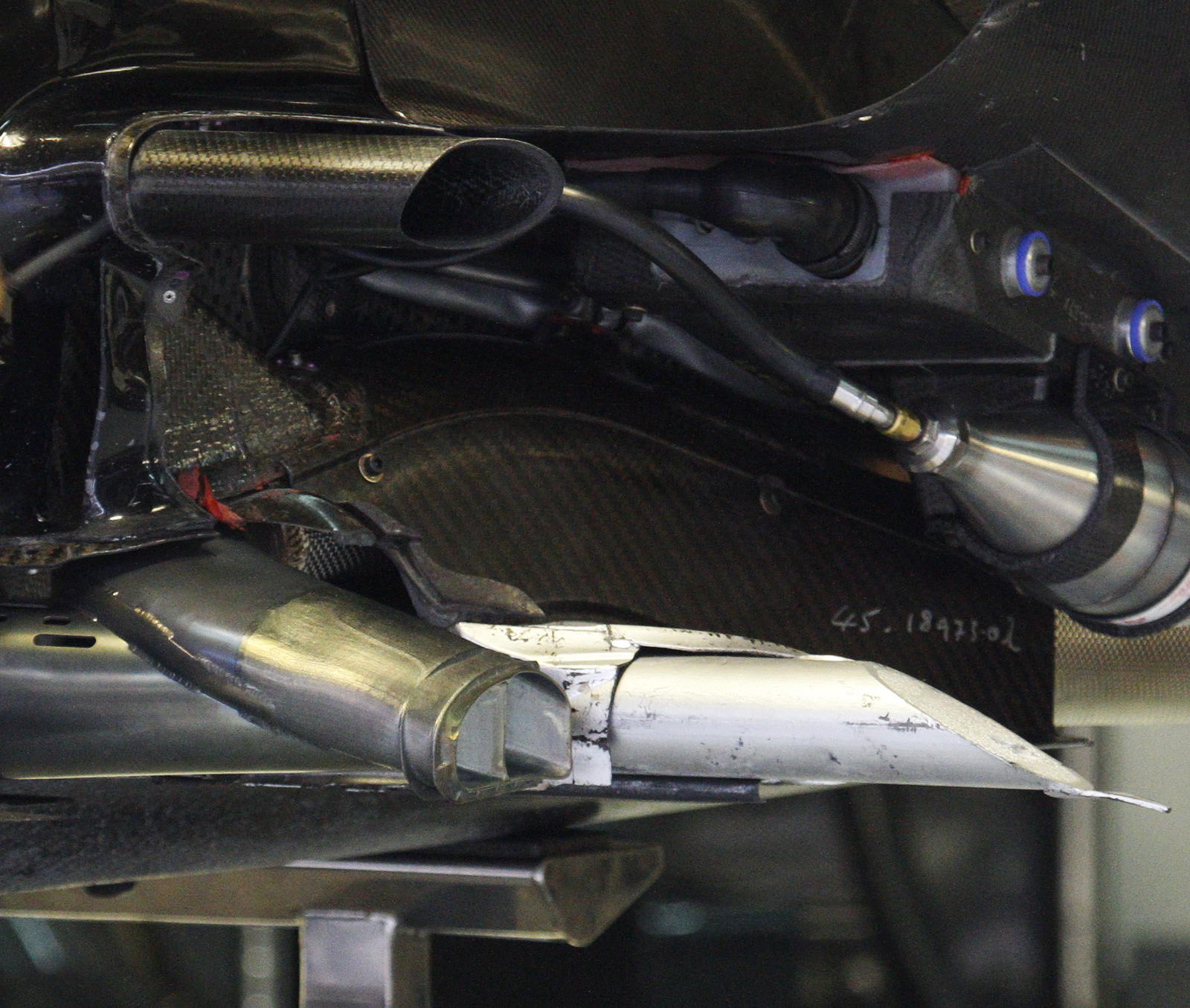
排気口は斜め下方向に向けられている。

### シャーシ
- シャーシ名 R31[11]
- シャーシ構造 カーボンファイバー/ハニカムコンポジット複合構造モノコック・ルノーV8エンジン搭載（ストレスメンバー）
- 全長 5,100mm
- 全幅 1,800mm
- 全高 950mm
- 前トレッド 1,450mm
- 後トレッド 1,400mm
- ブレーキキャリパー パッド・AP製キャリパー
- ブレーキディスク・パッド ヒトコ製カーボンファイバー製ディスクブレーキ
- サスペンション カーボンファイバー製ダブルウィッシュボーン、プッシュロッド（フロント）/プッシュロッド（リヤ）式トーションバー&アンチロールバー。アルミニウム合金製アップライト
- ダンパー マルチマチック
- ホイール O・Z
- タイヤ ピレリ
- ギアボックス 縦置き7速＋リバース1速油圧式セミオートマチック（クイックシフト付き）/チタニウム製ケーシング
- エレクトロニクス MES-マイクロソフト スタンダードECU
- KERS バッテリーとルノー・スポーツが供給するモータージェネレーターユニットをエンジン前方に搭載。電子コントロールユニットはマニエッティ・マレリ製
- 重量 冷却水、潤滑油、ドライバーを含めて640kg

### エンジン
- エンジン名 ルノーRS27-2011
- 気筒数・角度 V型8気筒・90度
- 排気量 2,400cc
- 最高回転数 18,000rpm（レギュレーションで規定）
- シリンダーブロック アルミニウム鋳造製
- バルブ数 32
- 重量 95kg
- 潤滑油 トタル
- エンジンマネージメント FIA（MES製）標準コントロールユニットTAG310B

## 記録
| 年   | No. | ドライバー     | 1   | 2   | 3   | 4   | 5   | 6   | 7   | 8   | 9   | 10  | 11  | 12  | 13  | 14  | 15  | 16  | 17  | 18  | 19  | ポイント | ランキング |
| 年   | No. | ドライバー     | AUS | MAL | CHN | TUR | ESP | MON | CAN | EUR | GBR | GER | HUN | BEL | ITA | SIN | JPN | KOR | IND | ABU | BRA | ポイント | ランキング |
| ---- | --- | -------------- | --- | --- | --- | --- | --- | --- | --- | --- | --- | --- | --- | --- | --- | --- | --- | --- | --- | --- | --- | -------- | ---------- |
| 2011 | 9   | ハイドフェルド | 12  | 3   | 12  | 7   | 8   | 8   | Ret | 10  | 8   | Ret | Ret |     |     |     |     |     |     |     |     | 73       | 5位        |
| 2011 | 9   | セナ           |     |     |     |     |     |     |     |     |     |     |     | 13  | 9   | 15  | 16  | 13  | 12  | 16  | 17  | 73       | 5位        |
| 2011 | 10  | ペトロフ       | 3   | 17  | 9   | 8   | 11  | Ret | 5   | 15  | 12  | 10  | 12  | 9   | Ret | 17  | 9   | Ret | 11  | 13  | 10  | 73       | 5位        |

- 太字はポールポジション、斜字はファステストラップ。(key)